# Unión Nacional de Cooperativas de Crédito
La Unión Nacional de Cooperativas de Crédito (Unacc), constituida en 1970, es la patronal del sector de cooperativas de crédito que ostenta la representatividad a nivel institucional en España. Constituida sobre la base de la asociación libre, pueden formar parte de la misma todas las Sociedades Cooperativas de Crédito, como así ocurre, ya que a la Unacc están asociadas la totalidad de las cooperativas de crédito existentes en España. Con personalidad jurídica propia y plena capacidad para obrar, se ajusta en su estructura y funcionamiento a los principios formulados por la Alianza Cooperativa Internacional. 

## Funciones
- Representar y defender los intereses generales de las entidades que asocie ante las administraciones públicas, internacionales, nacionales, autonómicas y locales, y ante cualesquiera otras personas físicas o jurídicas y ejercer, en su caso, las acciones judiciales y administrativas pertinentes.
- Fomentar la promoción del cooperativismo de crédito e impulsar la formación de sus miembros.
- Ejercer la conciliación en los conflictos surgidos entre las Entidades que asocie.
- Organizar y coordinar servicios de asesoramiento, formación, auditorías, asistencia jurídica o técnica y cuantos sean convenientes a los intereses de sus entidades asociadas.
- Actuar como interlocutores y representantes ante las entidades y organismos públicos.
- Ostentar la representación sectorial de las cooperativas de crédito en materia de negociación colectiva y relaciones laborales, de acuerdo con la legislación aplicable al respecto.

## Órganos sociales y dirección
Asamblea General, Consejo Rector (formado por el Presidente, dos Vicepresidentes, un Secretario, 11 Vocales y 4 Interventores) y Consejo Social

## Asociaciones de las que es miembro la Unacc
European Association of Co-operative Banks (EACB) o Asociación Europea de Banca Cooperativa.
World Council of Credit Unions (WOCCU) o Consejo Mundial de Cooperativas de Ahorro y Crédito es la principal asociación gremial internacional y agencia de desarrollo para las cooperativas de ahorro y crédito del mundo entero. 
Madrid Centro Financiero, asociación cuya misión principal es desarrollar la actividad del sector financiero y promover la Comunidad de Madrid como centro financiero internacional.